# Maksymilian Furmański
Maksymilian Furmański (ur. 28 września 1884 w Pabianicach, zm. 3 grudnia 1968 tamże) – działacz komunistyczny i związkowy.
Nie chodził do szkoły, był samoukiem. Od 1896 do 1899 terminował jako tkacz, później pracował w tym zawodzie, od 1903 w fabryce.
W 1904 wstąpił do SDKPiL, kolportował jej literaturę i brał udział w strajkach i manifestacjach. 1905–1906 brał udział w zamachach na dwóch konfidentów żandarmerii i w konfiskatach w sklepach monopolowych. Był działaczem Socjaldemokratycznego Związku Zawodowego Robotników Przemysłu Włóknistego i delegatem robotniczym fabryki. W 1909 został uwięziony na 3 miesiące za zorganizowanie strajku. Od 1919 roku był działaczem KPRP. W powiecie słupeckim zorganizował Związek Zawodowy Robotników Rolnych. W 1920 roku zostało kolejny raz aresztowany, po zwolnieniu ponownie był tkaczem w Pabianicach. W 1923 wziął udział w zorganizowanym przez komunistów pochodzie pierwszomajowym, za co został aresztowany i skazany w Łodzi na 2 lata więzienia. Został zwolniony wskutek apelacji po 10 miesiącach. W 1933 roku aktywnie uczestniczył w strajkach włókniarzy.
Podczas okupacji był robotnikiem na lotnisku Lublinek pod Łodzią i w zbiornicy złomu w Pabianicach. Od końca stycznia 1945 był członekiem PPR, członkiem plenum Komitetu Miejskiego PPR/PZPR w Pabianicach (do 1955). Był agitatorem przed referendum 1946 i wyborami do sejmu w 1947. Pracował jako robotnik w Wydziale Gospodarczym Miejskiej Rady Narodowej w Pabianicach.

## Odznaczenia
W 1951 otrzymał tytuł i odznakę „Przodownik Pracy”, a w 1955 odznaczony Orderem Sztandaru Pracy I klasy. Od stycznia 1956 roku pozostawał na rencie dla zasłużonych.